# Harriet Backer
Harriet Backer (Holmestrand, 21 de enero de 1845 – Oslo, 25 de marzo de 1932) fue una pintora noruega cuyas obras se caracterizan por la creación de interiores, el uso de la perspectiva central y las técnicas de luz. En 1888 ya era una de las artistas noruegas más reconocidas. Alrededor de 1900 su escuela de pintura era una de las más importantes de Noruega.

## Familia
Backer provenía de una familia rica de armadores y comerciantes en Grimstad, también estaba envuelta en las artes y la cultura. Su padre era Nils Backer (1815-1877) y Sofie Smith Petersen (1819-1882) su madre. Su hermana mayor, Agathe Backer Grøndahl (1847-1907) era pianista y compositora. Siendo ella pequeña su familia se traslada a Christiania (Oslo) en 1857. La artista emprendería una serie de viajes junto a su hermana por distintas ciudades que le darían los nuevos conocimientos y el aprendizaje. Harriet empezará su etapa como artista más tarde.

## Educación y carrera profesional

### Comienzo
Fue educada en la escuela de niñas de la Sra. Autenrieth en 1857 y se gradúa en 1860. Comenzó en este mismo año en la escuela de pinturas de Johan Fredrik Eckersberg en los años 1861-1865, educada en la “clase de damas”. En 1863 completa un curso de gobierno en la escuela de Hartvig Nissen. Posteriormente también contratada como profesora en las escuelas de Autenrieth y Hartvig Nissen. Su interés por formarse como artista profesional se inició en su estancia en París (1867-9) donde fue alumna de Christen Brun.
También fue alumna de Knud Bergslien (1872-4) en Bergen. Fue una estudiante regular en la “clase de damas” del pintor Bergslien. Con su obra Lille Rødhette (1872) se convierte en la alumna más talentosa de Bergslien. La obra de Lille Rødhette (1872) crea una representación realista de una mujer mayor y una niña pequeña. Se trata un retrato, estilo que perfeccionará en su posterior estancia en Múnich (1874-1878) cuando se instruye como retratista.
Viaja a Múnich (1874-1878) con 29 años, uno de los motivos de su traslado fue debido a que la comunidad artística de Noruega era pequeña. Por su parte, las academias de arte de Europa estaban reservadas para los hombres en esta época por lo que las mujeres recibían una educación privada brindada por las “clases para mujeres”.
En Múnich será la estudiante privada de Eilif Peterssen (1874-8). En aquel entonces las mujeres no tenían acceso a la Academia de Arte de Múnich y dependían de la enseñanza privada. En dicho entorno conoce a artistas como Peterssen, Werenskiold, Munthe y no menos importante Kitty Lange Kielland, con quien vivió gran parte de su vida. Más tarde, varios pintores entre ellos los ya nombrados, formarían la famosa Colonia de botellas en 1886. En Múnich Backer aprendió a dominar la perspectiva central, que cobrará una gran importancia en su posterior pintura de interior.

### Naturalismo
Entre 1878 y 1888 se muda a París donde es estudiante de Léon Bonnat, Jean-Léon Gérôme en el estudio de Madame Trélat de Lavigne. Durante estos años recibió fondos de la beca de Schäffer, sin esta ayuda no hubiera podido continuar su educación.
Backer comenzó a experimentar con el naturalismo durante la década que pasó en París (1878-88), donde se asoció con la gran colonia de expatriados nórdicos. Dentro del grupo había muchas mujeres artistas, y formaron fuertes lazos de amistad. En su estancia en París estuvo acompañada de Kitty Lange Kielland la mayor parte del tiempo.

### Nacionalismo Romántico Noruego
Backer no pierde el contacto con Noruega, viaja todos los veranos. Harriet Backer pertenecía de la generación del Nacionalismo Romántico Noruego principalmente representado por artistas e intelectuales. En esta época los intelectuales noruegos lucharon por definir la identidad única de Noruega. Los primeros en unirse a este movimiento eran intelectuales, literarios y lingüísticos, a finales del siglo los pintores y pintoras se unirán también.
La mayoría de los artistas de este movimiento se centrarían en los paisajes, mientras que Harriet Backer se centró en los interiores. Sus obras tienen la intención de evocar un nostálgico anhelo de vida popular noruega para revaluar lo que se consideró anticuado y de clase baja. Esta especificidad intercultural es un sello distintivo del romanticismo nacional y se encuentra en las obras de otras artistas nórdicas, incluyendo Kitty Lange Kielland y Hanna Hirsch Pauli.

### Pinturas de interiores
Entre sus obras de interiores se centró en obras a pequeña escala, con casas de campo e interiores de iglesias. En su estancia en París (1878-88), algunas de sus pinturas de interiores campesinos y artesanías asumieron un significado ideológico. Registró el tipo de lugares y actividades que los noruegos modernos y socialmente ambiciosos estaban ansiosos por dejar atrás.

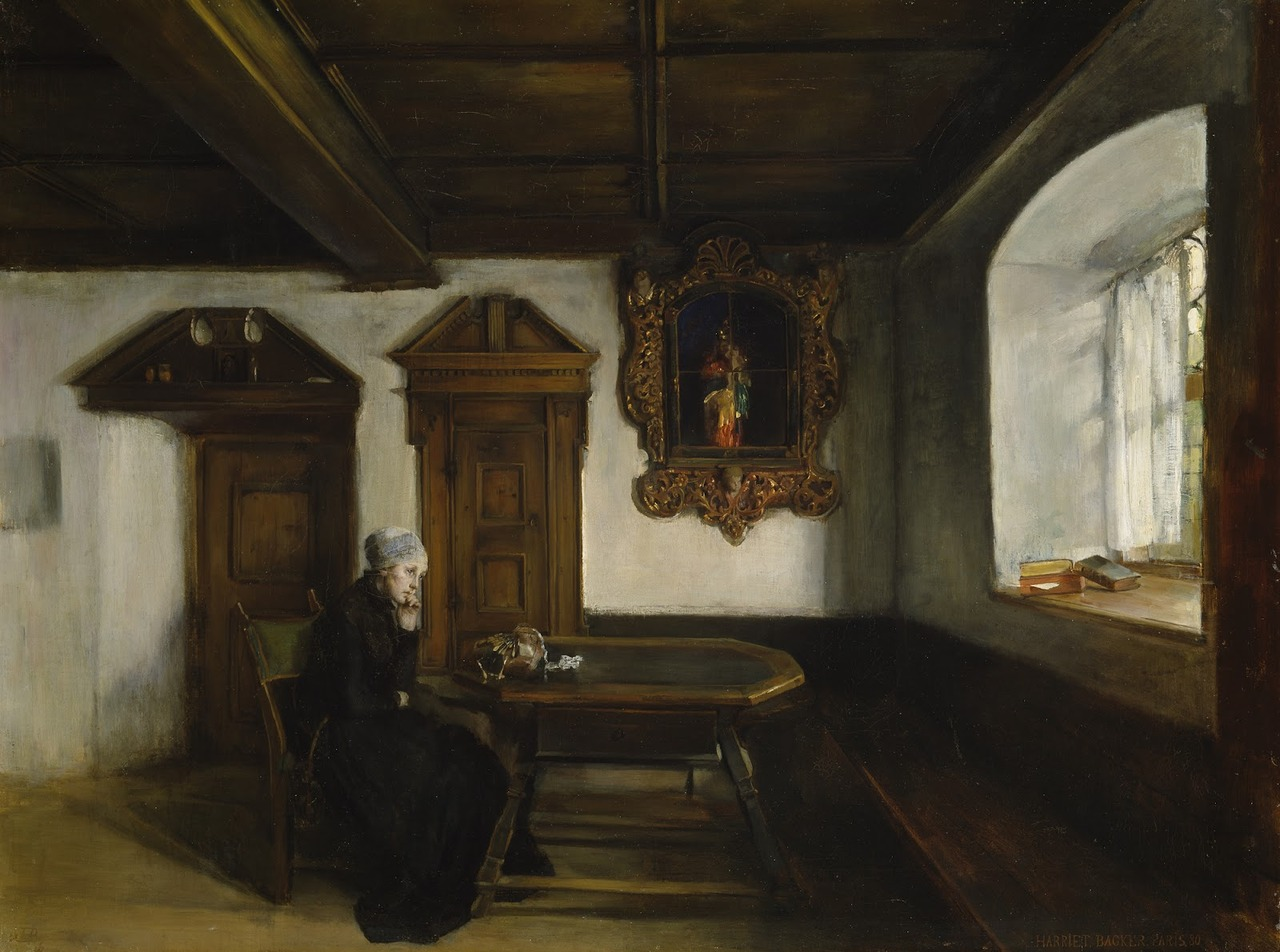
Harriet Backer Solitude (Soledad) (1878).

Backer pintó Solitude (Soledad) alrededor de 1878. En la obra la mujer se sienta soñadoramente frente a la ventad donde la luz entra en escena. En 1880, se acepta su obra Solitude en el Salón de París, este hecho le confirmó el mérito crítico de su trabajo. Aunque los artistas franceses progresistas evitaron esta exposición anual de pintura y escultura, el Salón de París seguía siendo el lugar donde los artistas extranjeros demostraban su valía. En 1880 es cuando se le fue concedido el título de “Mención honorable” por el jurado del Salón de París.
Este periodo de su vida marcará su estilo de obras de interiores dónde se representa una habitación individual y equipada donde se encuentran personas (apacibles principalmente). Hacker busca enfatizar la calma y el estado de ánimo de sus obras.

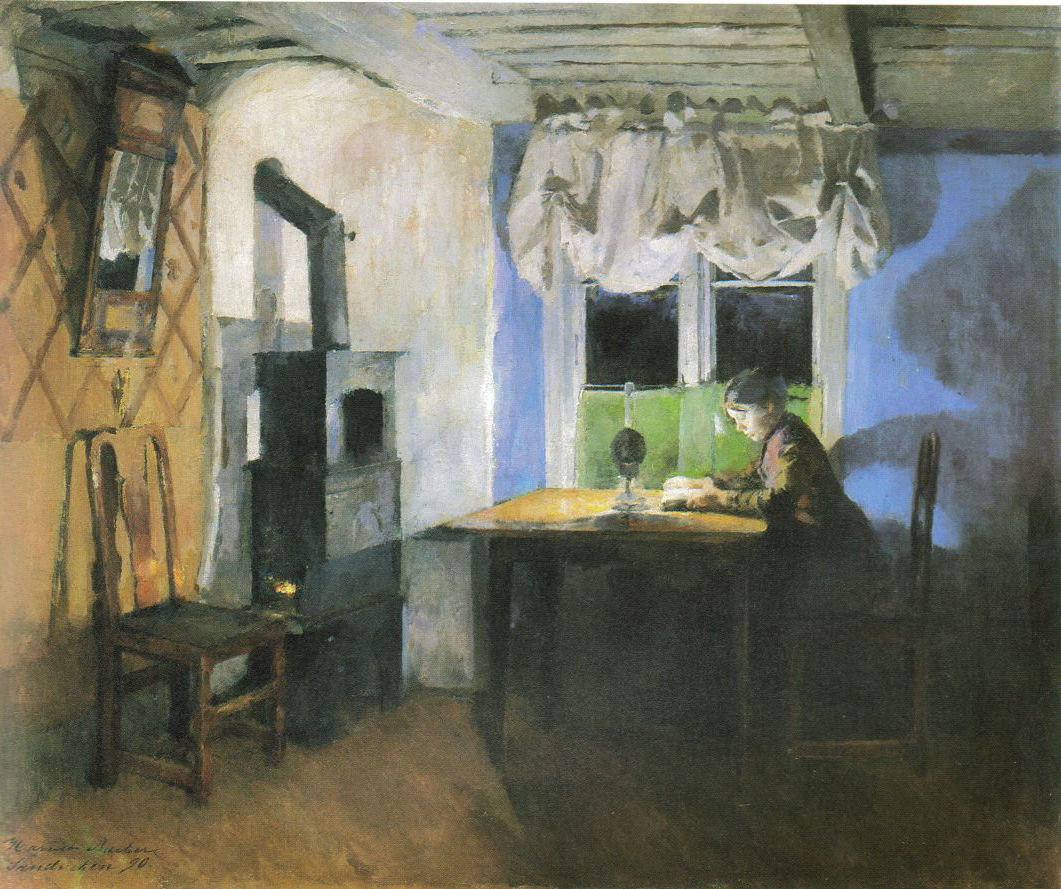
Harriet Backer Ved lampelys (By Lamplight) (1890).

#### Uso de la luz y color
Posteriormente prestará más atención al efecto de la luz y por lo tanto el color del interior. Las obras de Backer también se distinguen por el interés en los efectos de luz, natural y artificial.
También viajó a Gran Bretaña en 1881-82 con Kitty Lange Kielland y su maestro L. Pelouse. En este tiempo también pinta interiores campesinos tradicionales, pero por primera vez introduce personas que pertenecían al lugar y a la época en la que se encontraba. Aprendió a trabajar con una nueva técnica que llamó "bosquejo del bosquejo" de su maestro L. Pelouse.
Su obra Interior Azul fue terminada en 1883. Esta fue la primera obra usa por primera vez la luz del día en el interior. El uso de la luz y el fresco del interior fue percibido por los contemporáneos como algo nuevo. Hace uso del color como influencia de los impresionistas, pero el método en sí no es impresionista. Sus cuadros estarán basados desde una perspectiva central. Su obra Interior Azul se exhibe por primera vez en la Exposición de Otoño en Christiania 1883, en la cual asistiría regularmente hasta 1910.

#### Interiores de iglesias

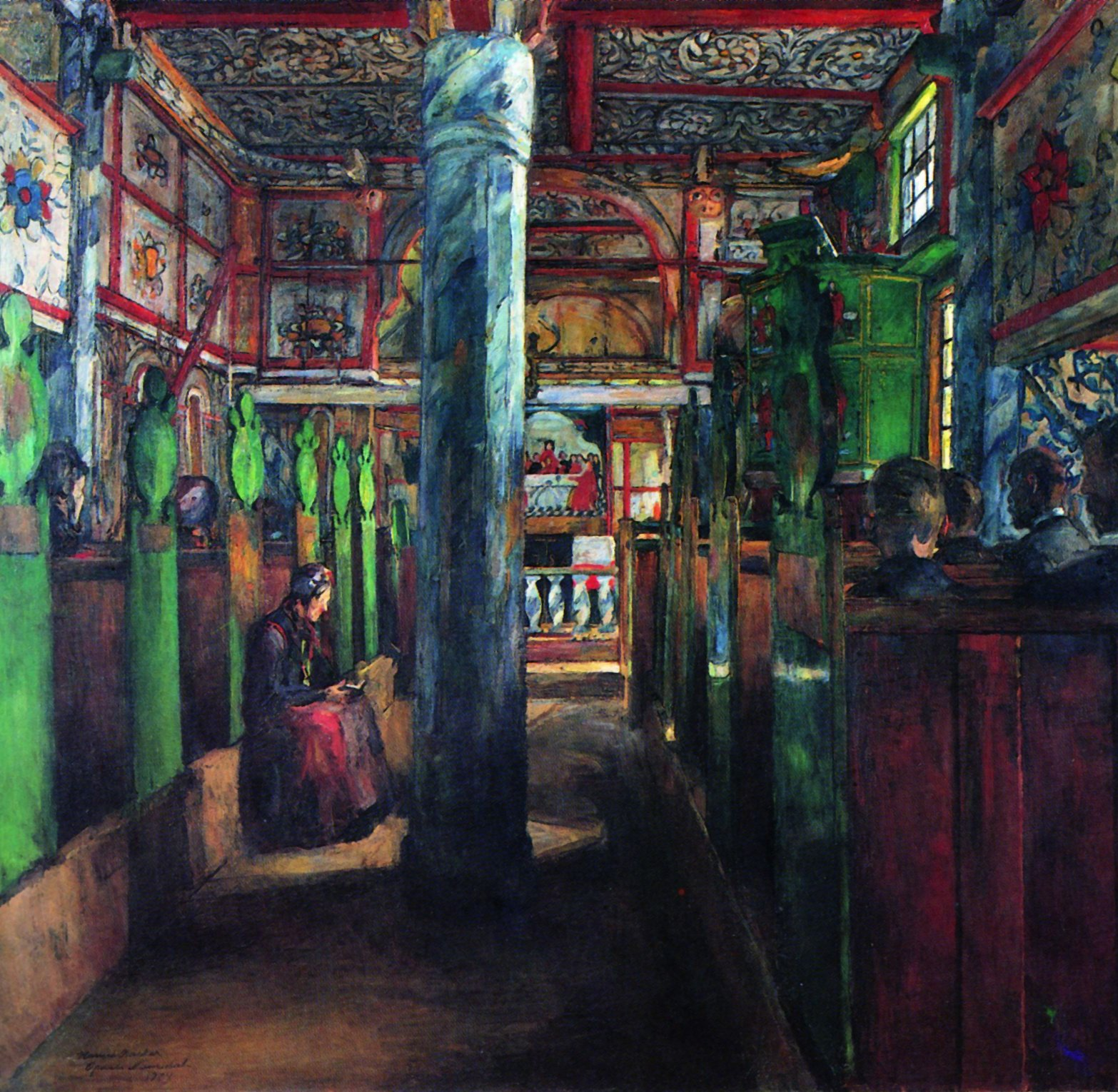
Harriet Backer Interiør fra Uvdal stavkirke (Interior de la Iglesia de Uvdal) (1909).

La mayoría de los veranos los pasaba en Noruega, uno de estos veranos, en 1888 regresa. Entre 1889-93 vivió en Sandvika. En esta época encontró una nueva motivación en la creación de obras donde aparecían los interiores de iglesias. Durante estos años, profundizó su amistad con Arne Garborg, lo que pudo haber contribuido a su profundización religiosa y, por lo tanto, al nuevo círculo de motivos.
Altergang (1892) en la iglesia de Tanum es la primera obra sobre interiores de iglesias. Se caracteriza por la fuente de luz que se encuentra oculta, pero el juego de la luz del día en el interior sigue siendo lo principal. La iluminación en estas imágenes a menudo ha recibido una interpretación sagrada.
En los veranos de 1899-1902 pintó en la iglesia de Stange. En los veranos entre de 1904 y 1909 estaba en Uvdal, luchando con el interior pintado de rosas de la Iglesia de madera de Uvdal. A pesar de muchas dificultades, logró completar la obra Interior de Uvdal Stave Church, que fue comprado por Rasmus Meyer.

### Pintura de paisajes
En la década de 1890 Becker se embarca en la pintura de paisajes. En el verano de 1884 pintó sus primeros cuadros de paisajes con Kitty Lange Kielland en Jæren. En 1885 las dos se quedaron en Risør, y en 1886 en la granja Fleskum en Bærum con sus amigos de Múnich. Aquí Harriet Backer pintó en una granja, un interior de la granja Knabberud, y el año después de Bygdeskomakare desde el mismo lugar. Después de eso, los interiores de los campesinos noruegos y las salas de estar de las personas pequeñas deberían convertirse en uno de sus motivos favoritos.
Harriet Backer recibe una beca estatal de viajes para los años 1886-1888. Su hija Asta Lie Isaachsen fue modelo en varias de sus obras, se destaca la obra Chez moi de 1887. La imagen fue galardonada con una medalla de plata en la exposición mundial en París 1889. Fue comprada en 1890 para la Galería Nacional.

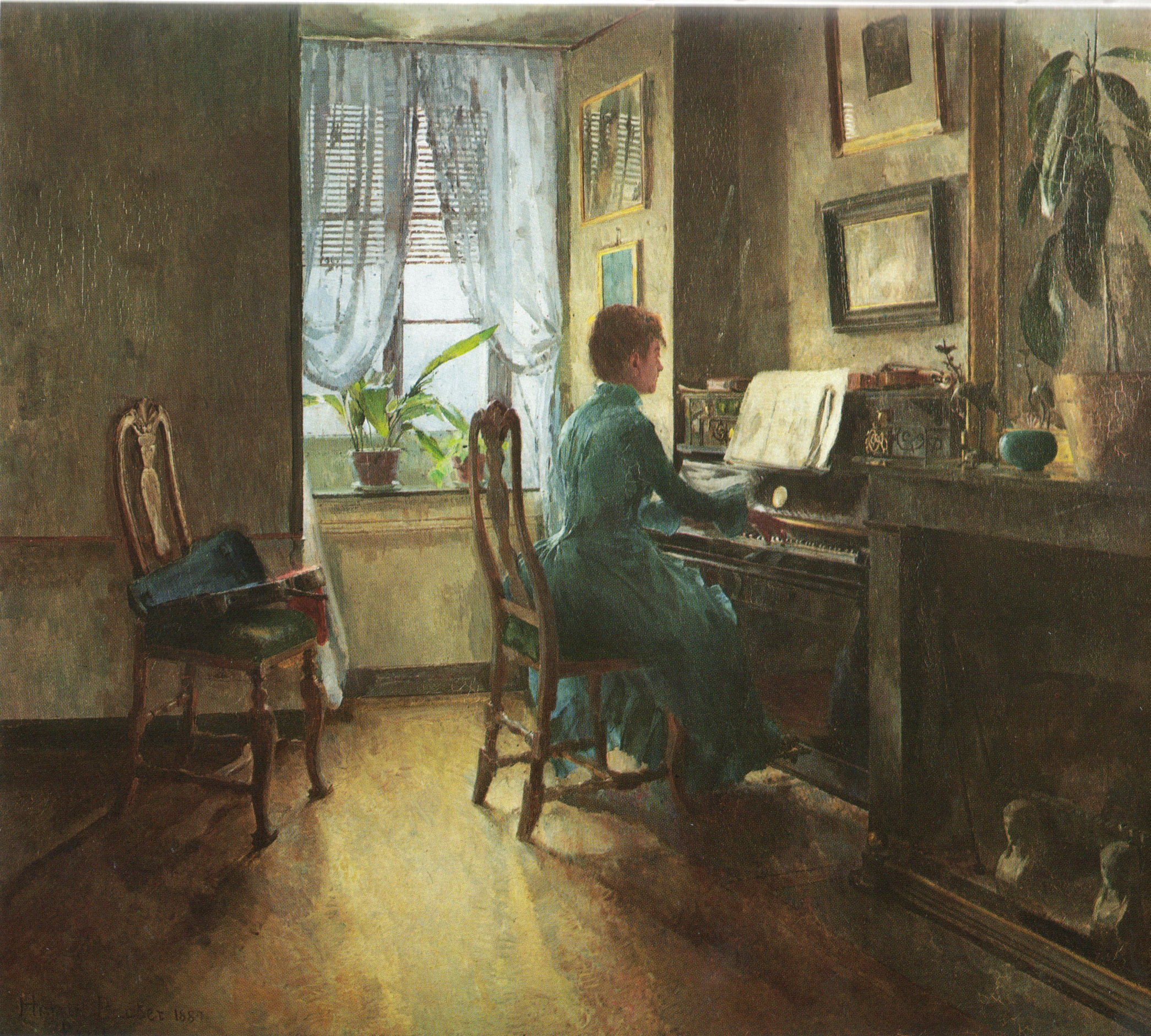
Harriet Backer Chez Moi (1887).

### Últimos trabajos
Desde 1892 a 1910, Harriet Backer dirigió una escuela de pintura. Entre sus estudiantes encontramos artistas como Nikolai Astrup, Halfdan Egedius, Harald Sohlberg, Henrik Lund, Helga Ring Reusch, Astri Welhaven y Cora Sandel.
Sus últimos trabajos (1910-1924) se caracterizan por una nueva simplicidad y un tratamiento del color más libre influenciado por París, aunque siempre tuvo presenta una representación por la imagen natural. En los últimos 20 años de su vida Backer también se dedica a pintar paisajes soleados y bodegones, además de escenas interiores. La mayoría de sus obras están en colecciones privadas. Siempre trabajando a pequeña escala, sus temas reservados reflejaban las modestas ambiciones consideradas apropiadas para las mujeres artistas en la sociedad noruega conservadora. Su penúltima pintura, Music (1917; colección privada), representa a un joven profundamente absorto en su piano tocando en la sala de estar de la casa. Las obras de Backer se pueden encontrar en todas las principales colecciones de públicas noruegas en Escandinavia.

## Reconocimientos
Harriet Backer inició su carrera como artista profesional tarde, pero ya desde 1880 era reconocida como una de las artistas más destacadas de su generación. Aparte de sus obras, algunos de sus logros fueron:
- Mención honorable en 1880 en el Salón de París.
- Beca Nacional 1886-1887.
- Medalla de plata en la Exposición Universal de 1889.
- Miembro honorario de la Sociedad de Estudiantes de Noruega en 1889
- Medalla al Mérito del Rey en Oro en 1908.
- Miembro del Comité Ejecutivo y de Compras de la Galería Nacional de Christiania (1898-1918).
- Miembro del jurado para la Exposición de Aniversario en Christiania, 1914.
- Jurado para la decoración de la Bolsa de Bergen en 1918
- Salario de artista estatal desde 1921.
- Miembro de la Real Academia de las Artes Libres en Estocolmo en 1925.
- Caballero de Primera Clase, Real Orden de San Olavo (1925).
- Miembro honorario de la Real Academia de Bellas Artes, Estocolmo (1930).

### Principales exposiciones
Harriet Backer participó en varias exposiciones individuales y grupales a lo largo de su carrera profesional:
Individual
- Kunstforeningen, Christiania: 1907, 1925
- Kunstnerforbundet, Christiania: 1914, 1922
- Kunstforeningen, Bergen: 1916
- Konstnärshuset, Stockholm: 1925
- Kunstnernes Hus, Oslo: 1933

Grupal
- Christiania Kunstforening (Art Association): 1877-8, 1887, 1891
- München Kunstverein, Munich: 1877-8, 1891
- Bergen Kunstforening (Art Association): 1877-8, 1886
- Paris salon: 1880-82 (honorable mention 1880)
- Hostutstillingen (Autum Salon), Oslo: ocasionalmente 1884-1930
- Exposition Universelle, Paris: 1889 (medulla de plata) 1900
- Munich: 1890 (Müchener II Jahresausstellung), 1895
- Exposición Mundial de Coliombia, Chicago 1893
- Kunstaussetellung Internacional, Berlin 1896
- Estocolmo: Exposición Universal de arte e industria, 1897.
- Ausstellung Internacional, Munich (1901)
- Secesiñon Berlin, 1904
- Viena 1913 (Sezession Norwegische Kunst)

## Algunas de sus obras
Sus obras se encuentran principalmente en el museo Nasjonalgalleriet en Oslo. Otras de sus obras se encuentran en propiedad privada. Harriet Backer realizó alrededor de 180 obras de las cuales podemos nombrar algunas de ellas:
- Avskjeden (La despedida) (1878)
- Solitude (Soledad) (1878–1880)
- Drei Frauen in der Kirche (Tres mujeres en la Iglesia) (1882)
- Blått interiør (Interior azul) (1883)
- To barn og tregruppe (Dos niños y un grupo de árboles) (1885)
- På Bleikeplassen, Jæren (Lugar de blanqueamiento, Jæren) (1886)
- På blekevollen (Blanqueamiento) (1886–1887)
- Chez Moi (1887)
- Ved lampelys (By Lamplight) (1890)
- Aften, interiør (noche, interior) (1890)
- Landskap fra Ulvin (Paisaje de Ulvin) (1889)
- Kone som syr (Mujer cosiendo) (1890)
- Pike ved vinduet (chica sobre a ventana) (1891)
- Inngangskoner (Mujer en la Iglesia) (1892)
- Barnedåp i Tanum Kirke (Bautizo en la Iglesia de Tanum) (1892)
- Gamlestua på Kolbotn (Vieja habitación en Kolbotn) (1896)
- Einundfjell (1897)
- Thorvald Boecks bibliotek (Biblioteca de Thorvald Boeck) (1902)
- Interiør fra Uvdal stavkirke (Interior de la Iglesia de Uvdal Stave) (1909)

## Galería

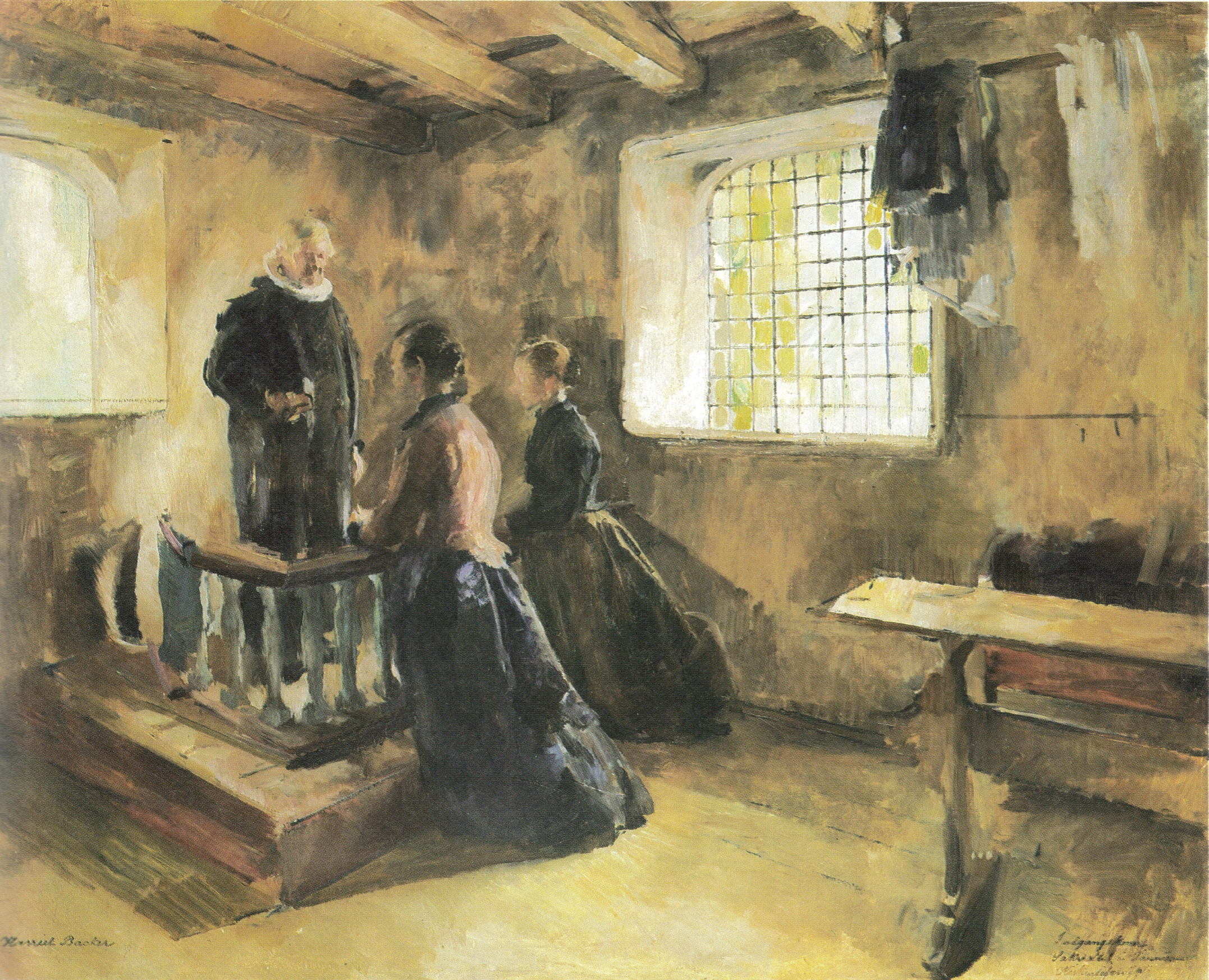
Harriet Backer Inngangskoner (Mujer en la Iglesia) (1892)
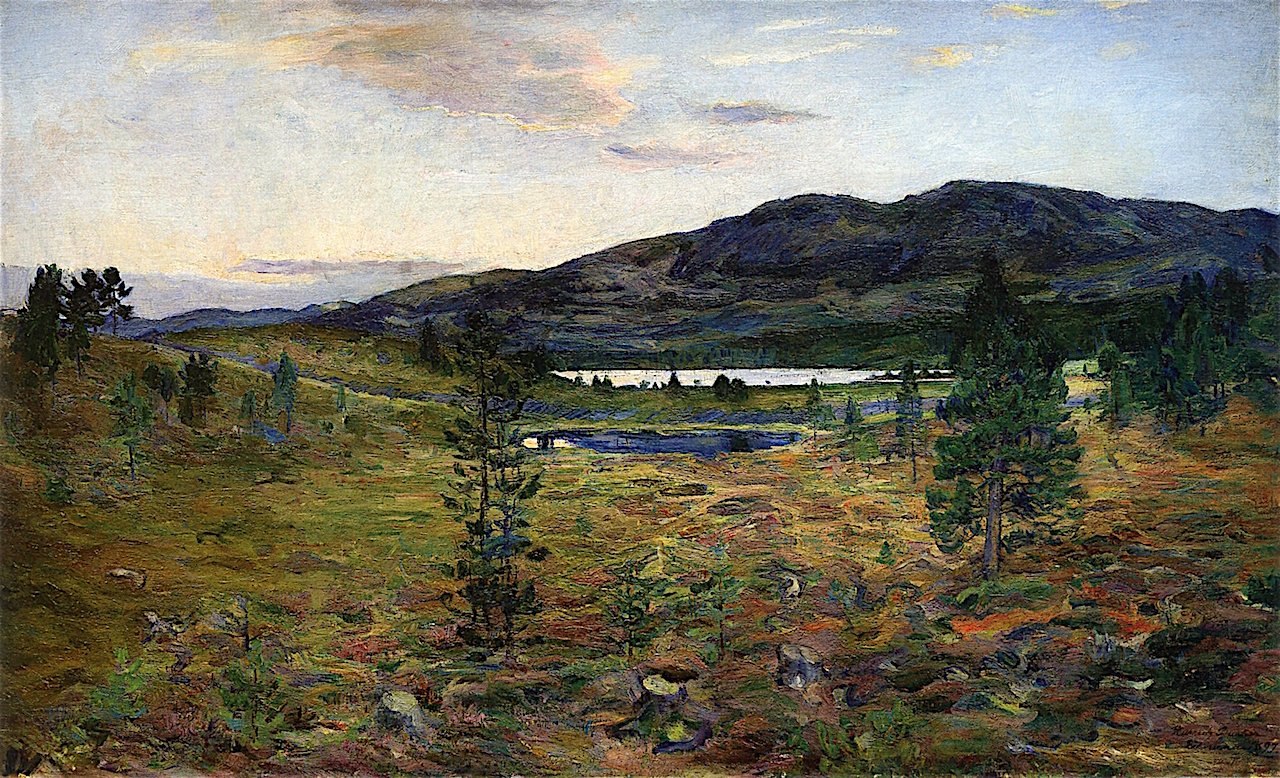
Harriet Backer Einundfjell (1897)
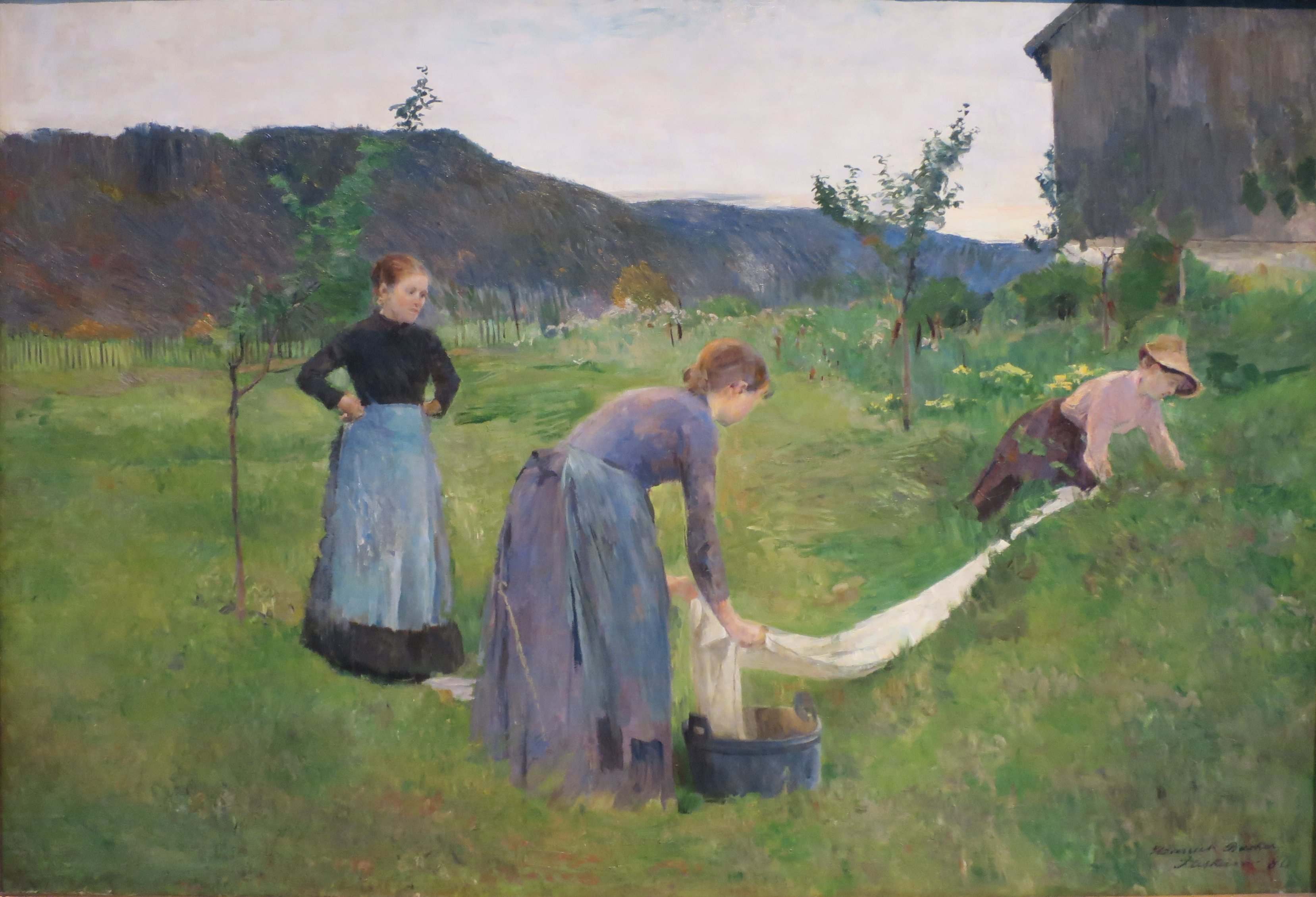
Harriet Backer På Bleikevollen (Blanqueamiento) (1886-1887)
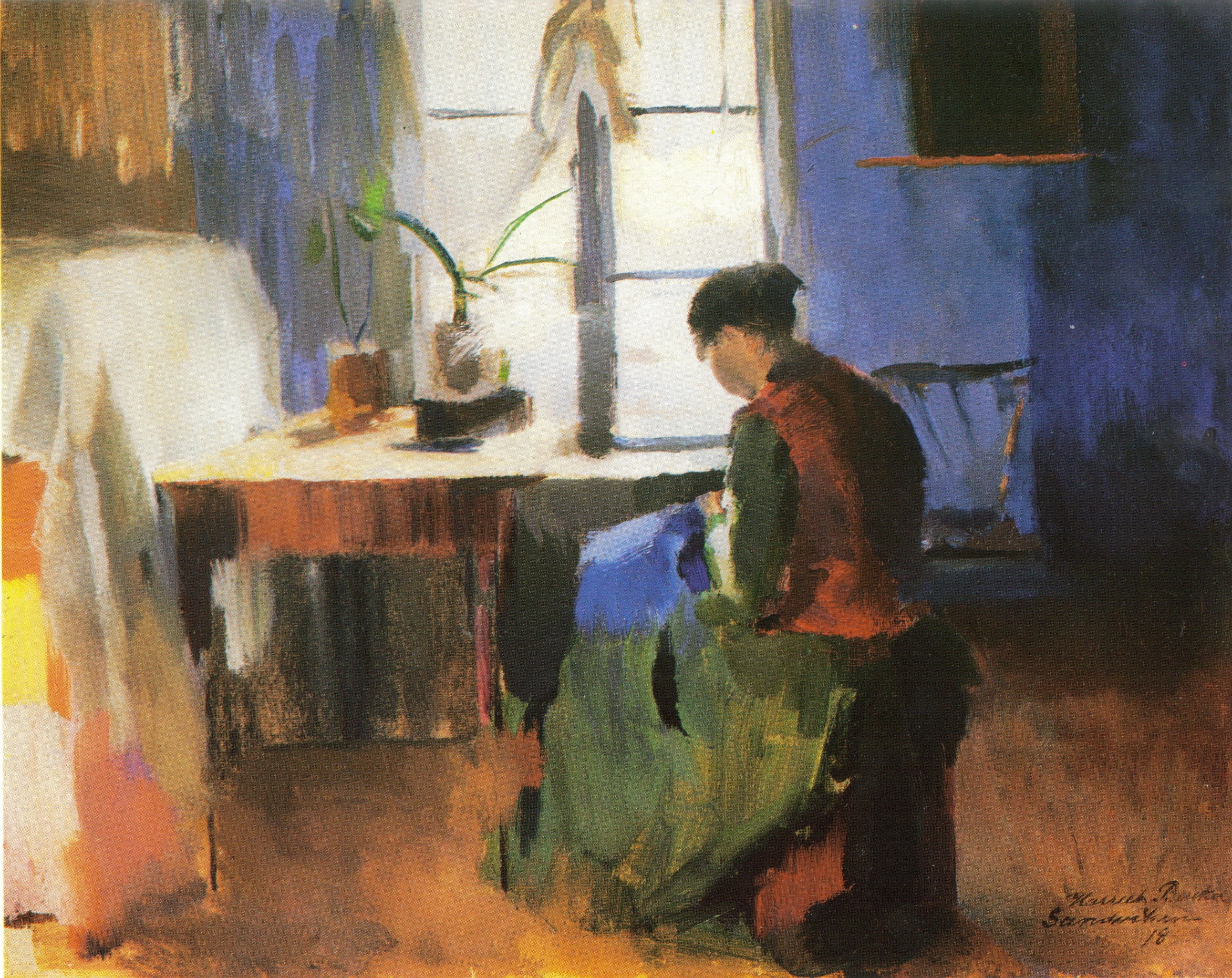
Harriet Backer Kone som syr (Mujer cosiendo) (1890)
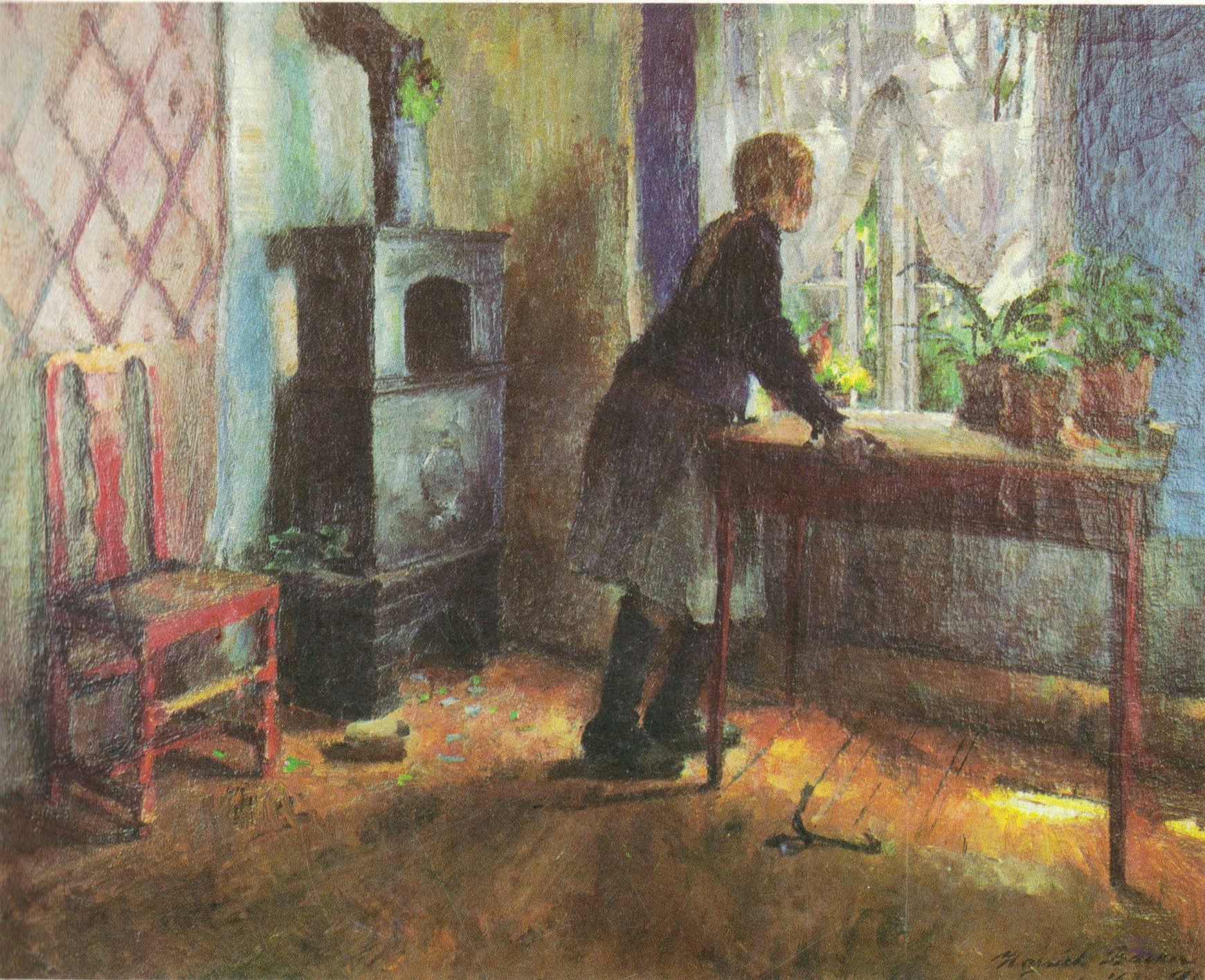
Harriet Backer Pike ved vinduet (Chica sobre la ventana) (1891)
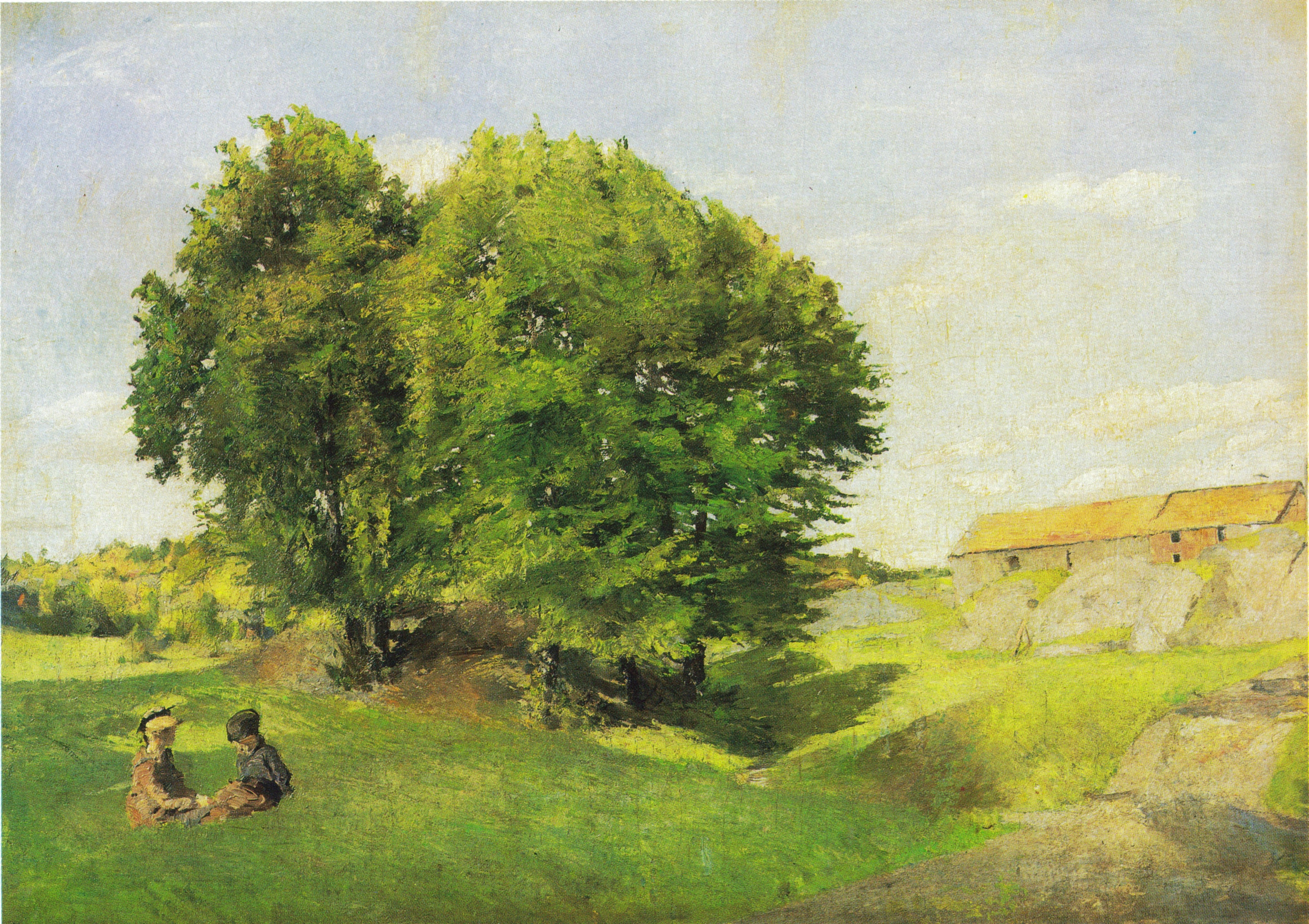
Harriet Backer To barn og tregruppe (Dos niños y varios árboles) (1885)
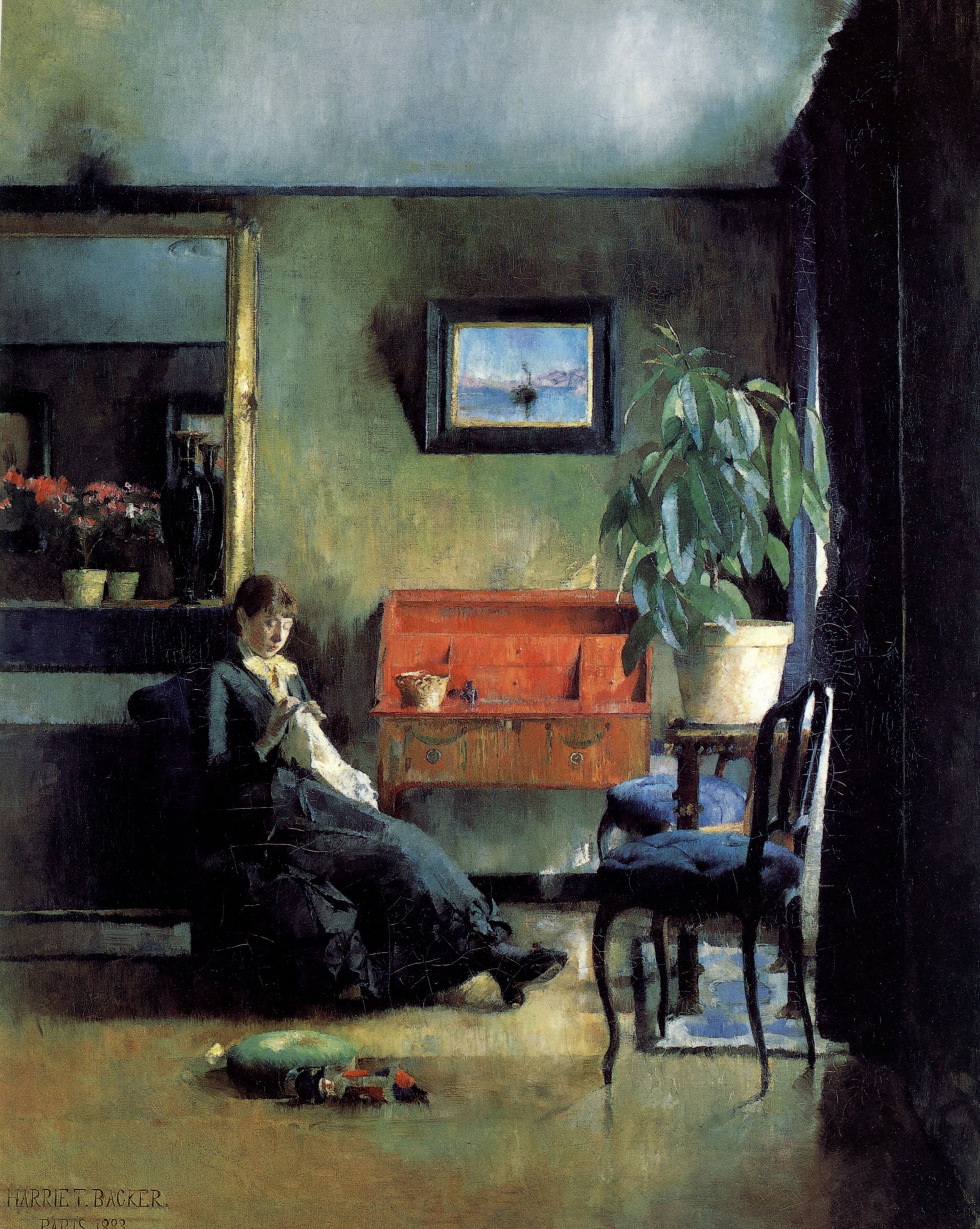
Harriet Backer Blatt interior (Interior Azul) (1883)
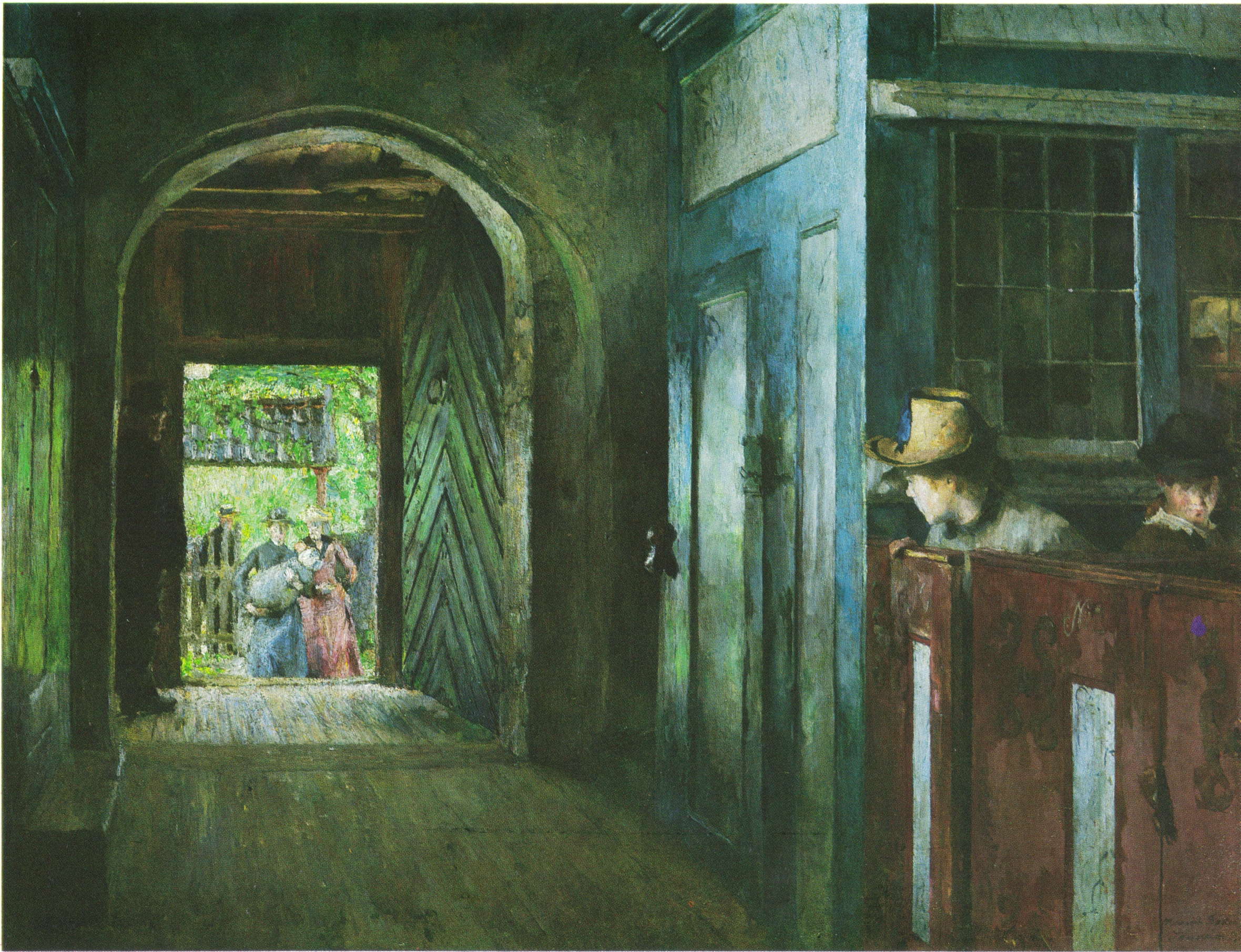
Harriet Backer Barnedåp i Tanum kirke  (Bautizo en la Iglesia de Tanum) (1893)
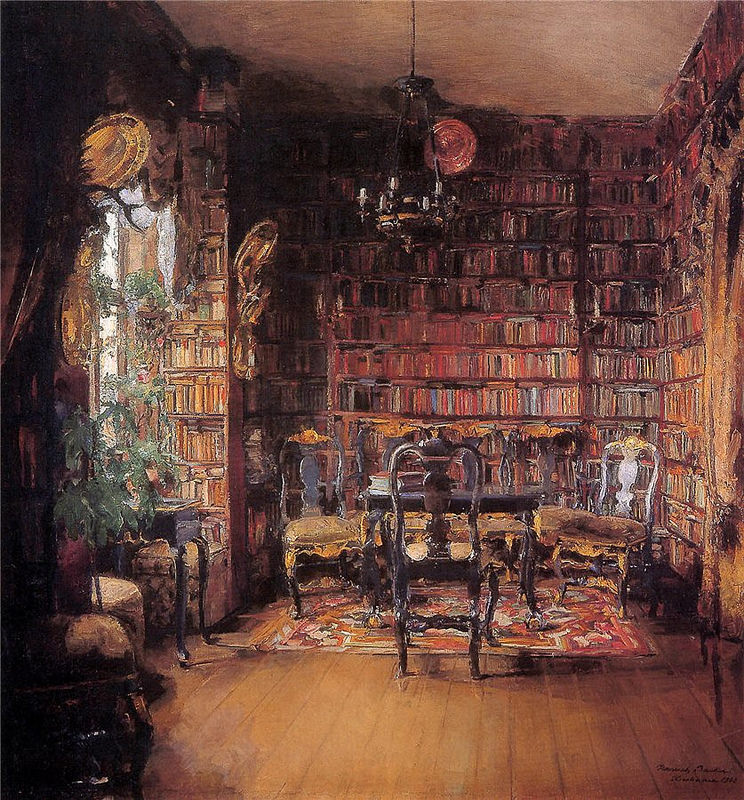
Harriet Backer Thorvald Boecks bibliotek (Biblioteca de Thorvald Boecks) (1902)
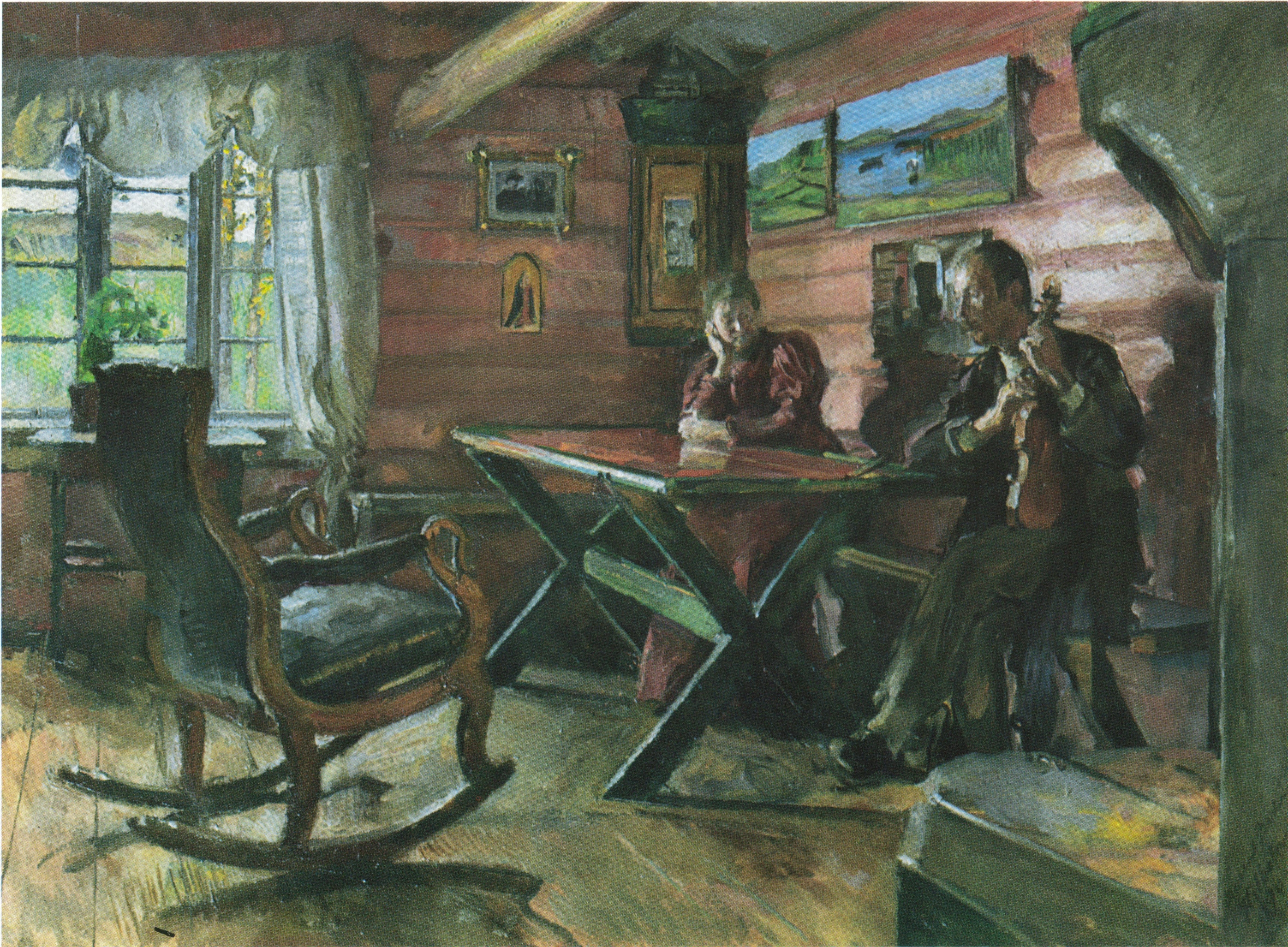
Harriet Backer Kolbotnstua
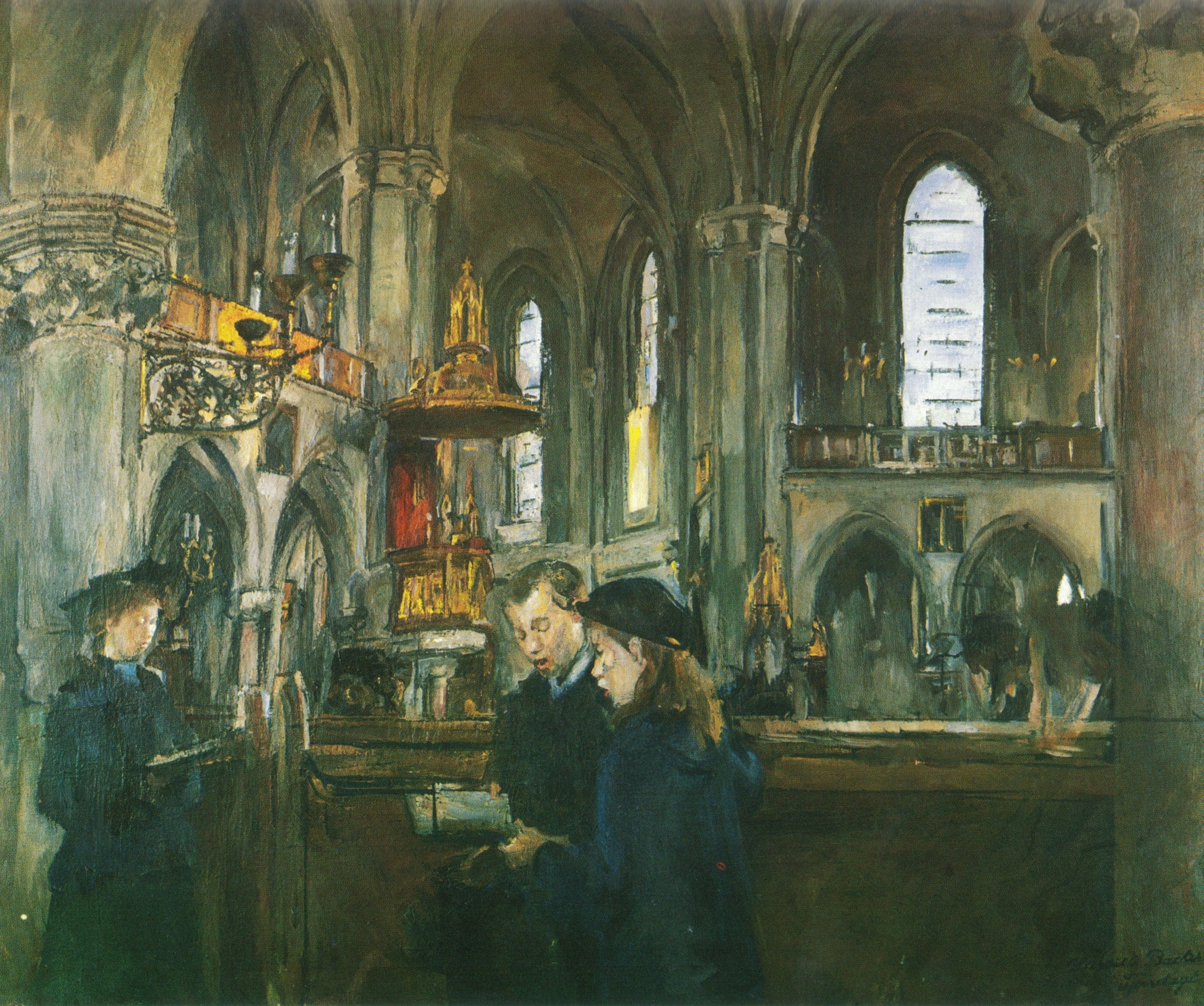
Harriet Backer Fra Trefoldighetskirken
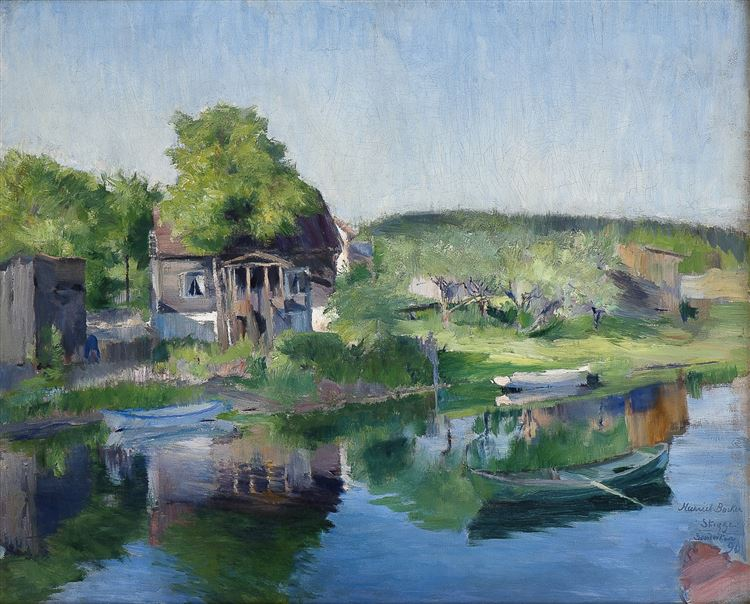
Harriet Backer Fra Sandvikselven
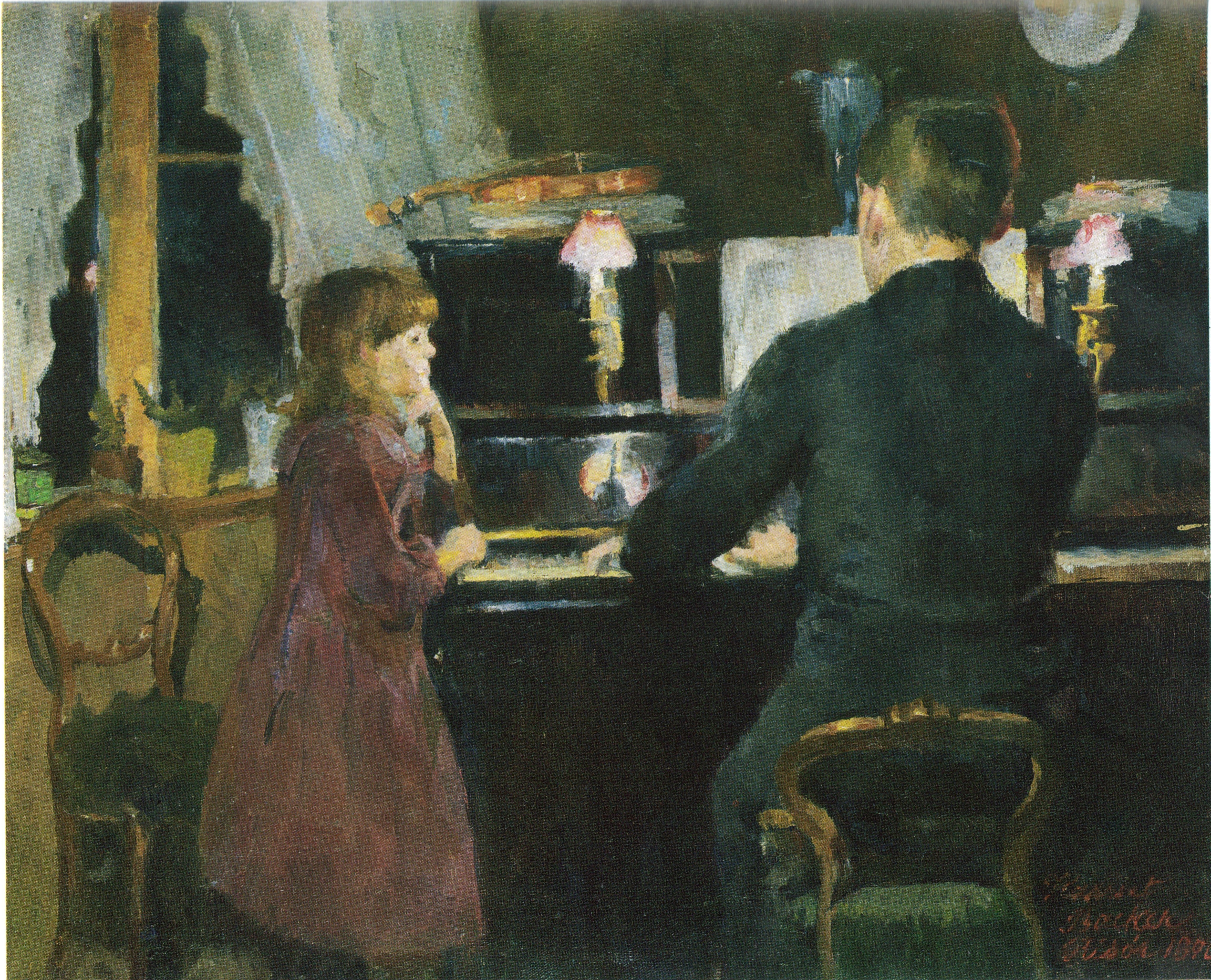
Harriet Backer Storebror spiller
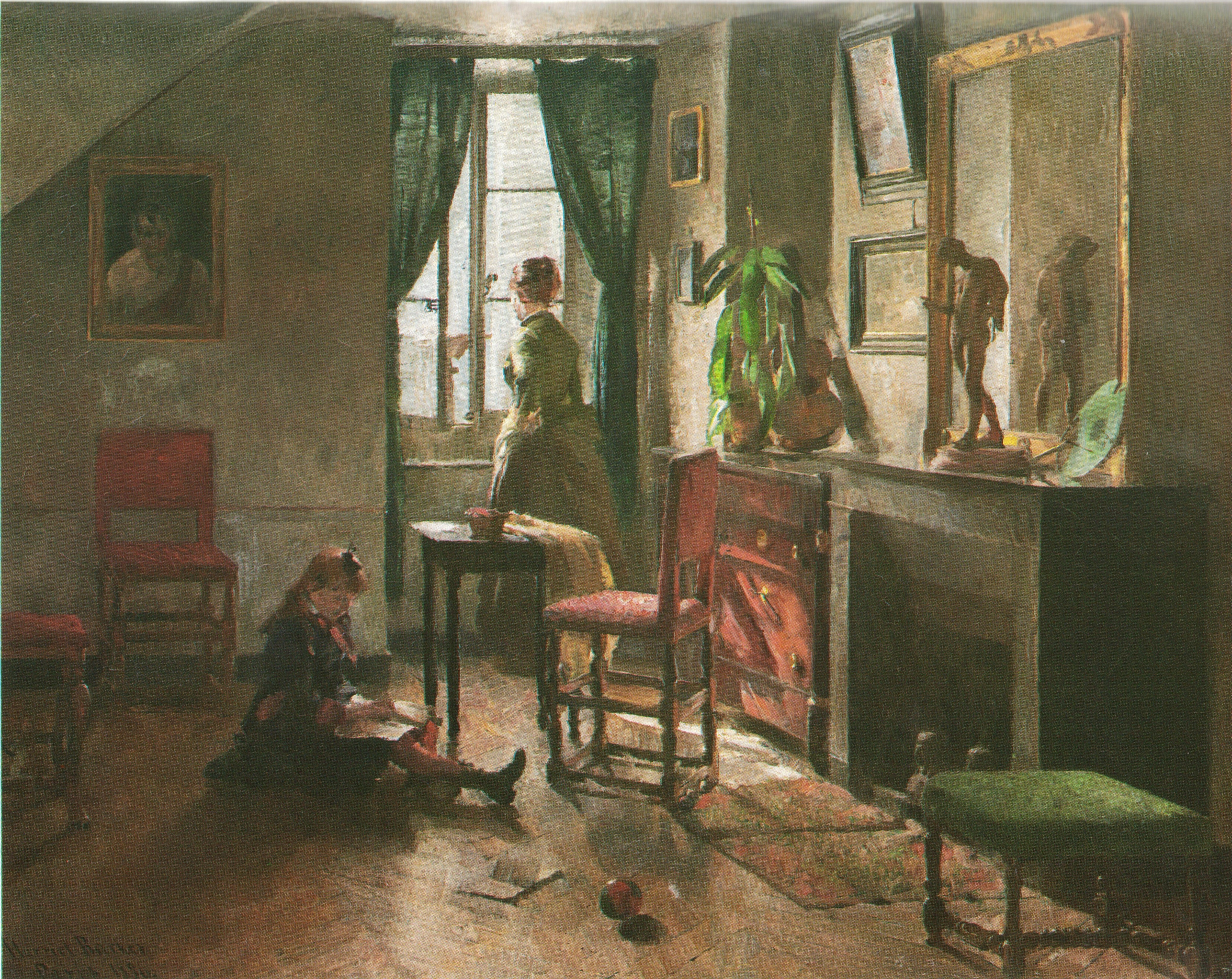
Harriet Backer Interiør med figurer
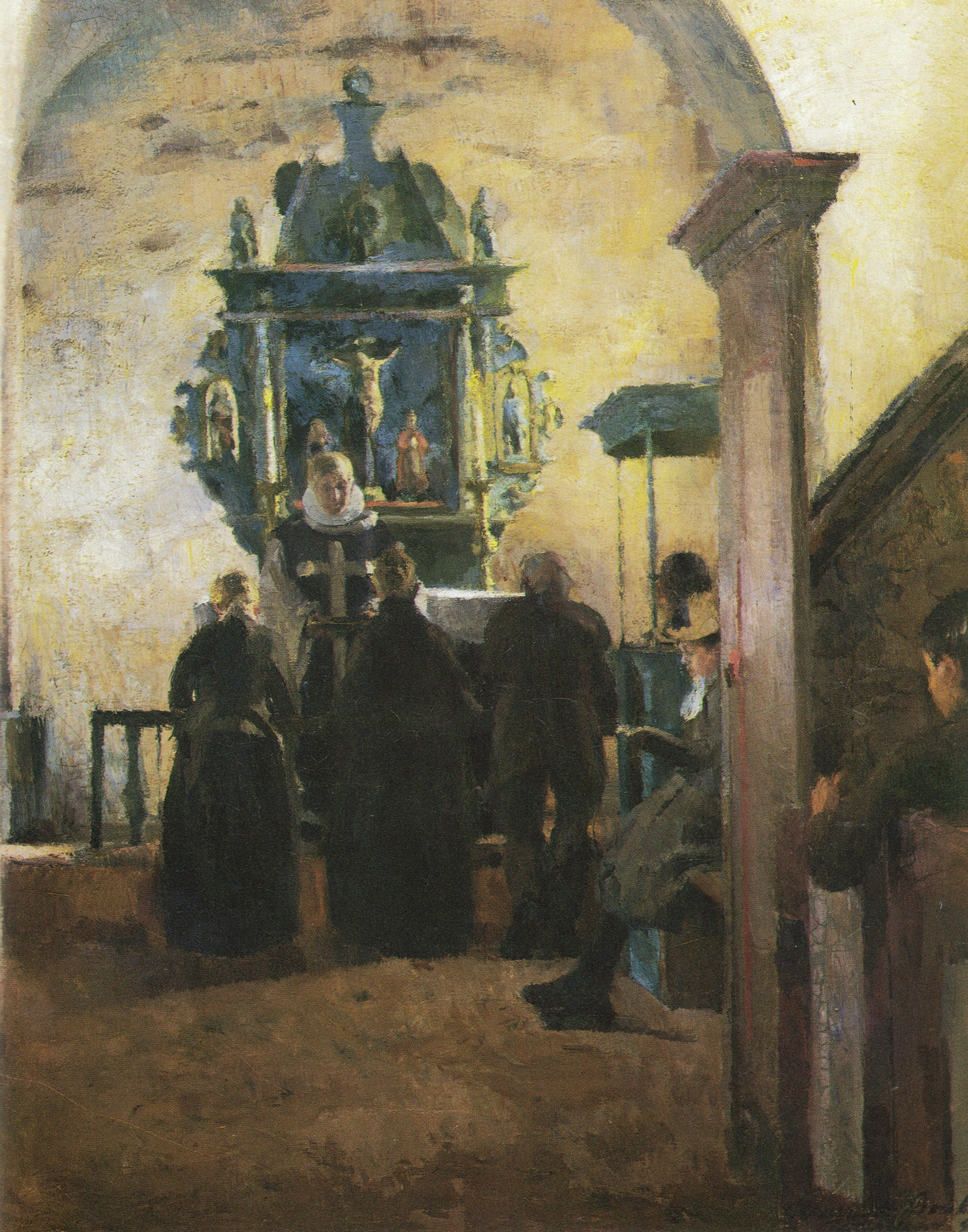
Harriet Backer Alteret i Tanum kirke
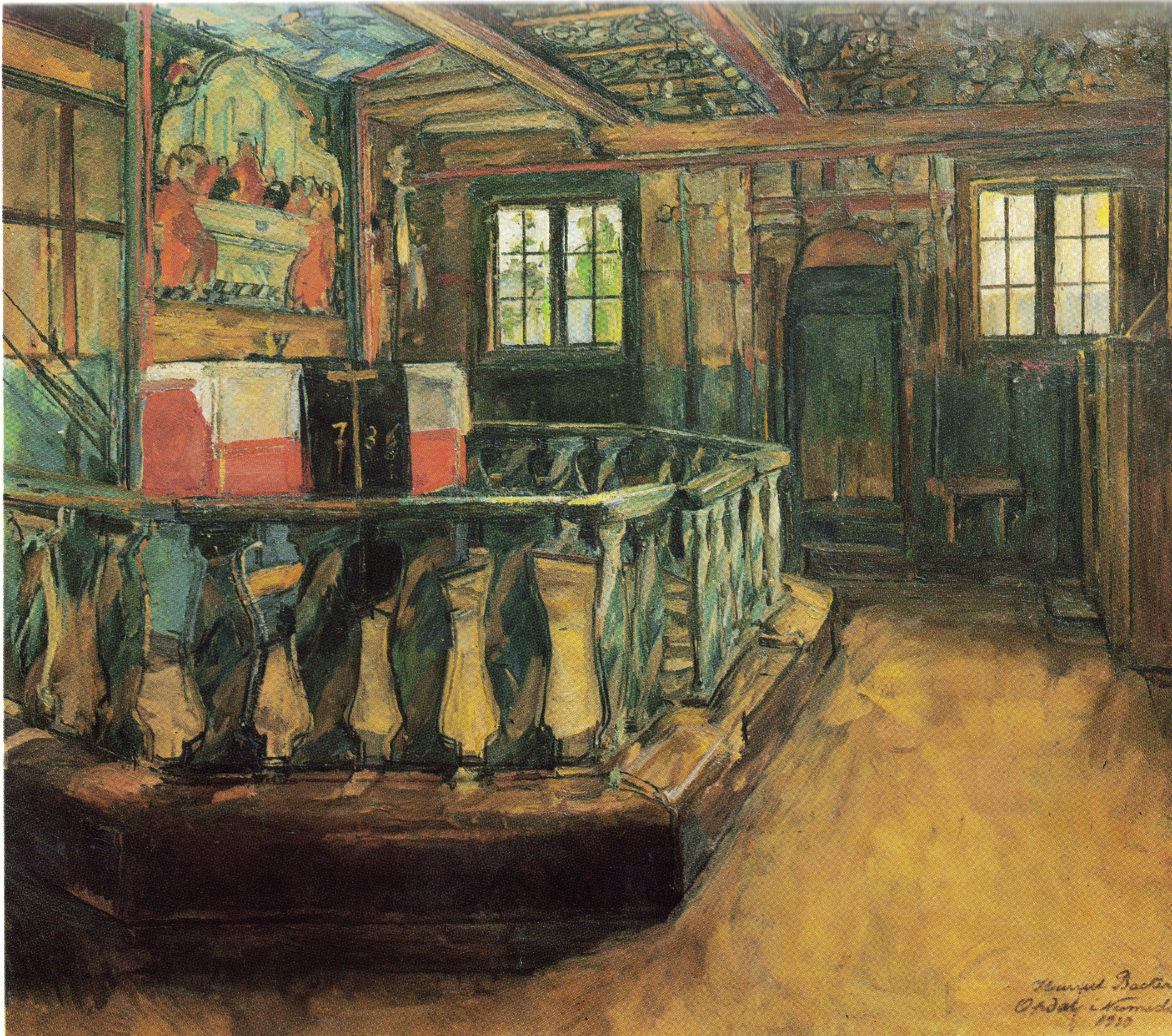
Harriet Backer Alteret i Uvdal kirke